# Cumalıkızık
Cumalıkızık egy török falu, Bursától 10 kilométerre található az Uludag-hegy lábánál.

## Fekvése
Bursától 10 km-re, az Uludag-hegy lábánál fekvő település.

## Története

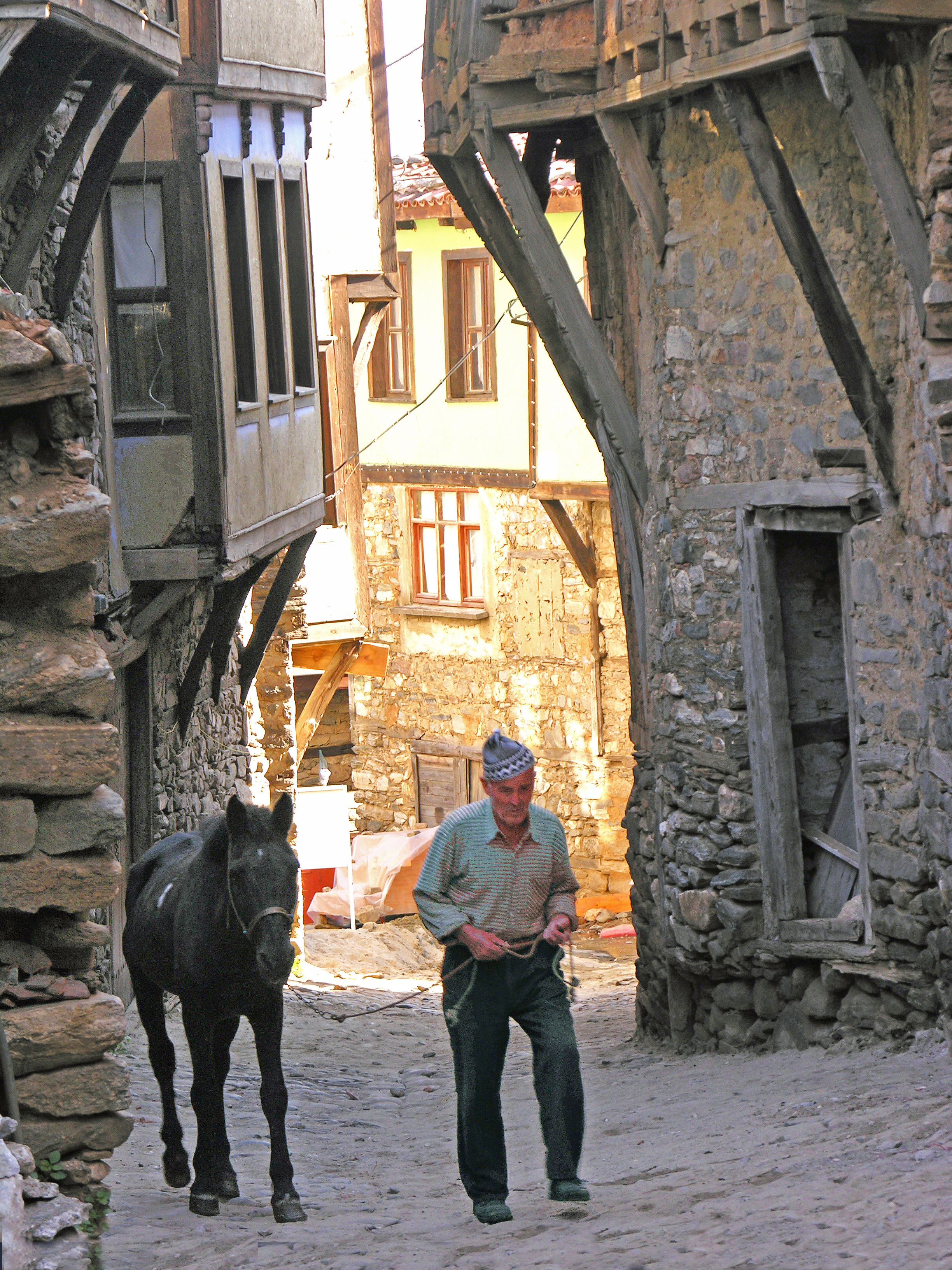
Cumalıkızık, utcarészlet

Cumalıkızık falut még az oszmánok alapították és logisztikai központ szerepét töltötte be Bursa ostrománál. A település hosszú ideig egy teljesen elfedett kis falucska volt, de időközben a közeli nagyvárosba olvadtak a többi, hozzá hasonló környező kis falvak, kivéve Cumalıkızıket, mely valahogy kimaradt, ezáltal a mai napig megőrizhette a korai oszmán időszak stílusát, vagyis a falu az idők során alig-alig változott.
Napjainkra a falu már egybeépült Bursa egyik külső kerületével. A falu legfőbb jellegzetessége 270 oszmán kori lakóháza, amelyek túlnyomó többsége restaurálás alatt áll.

## Képek

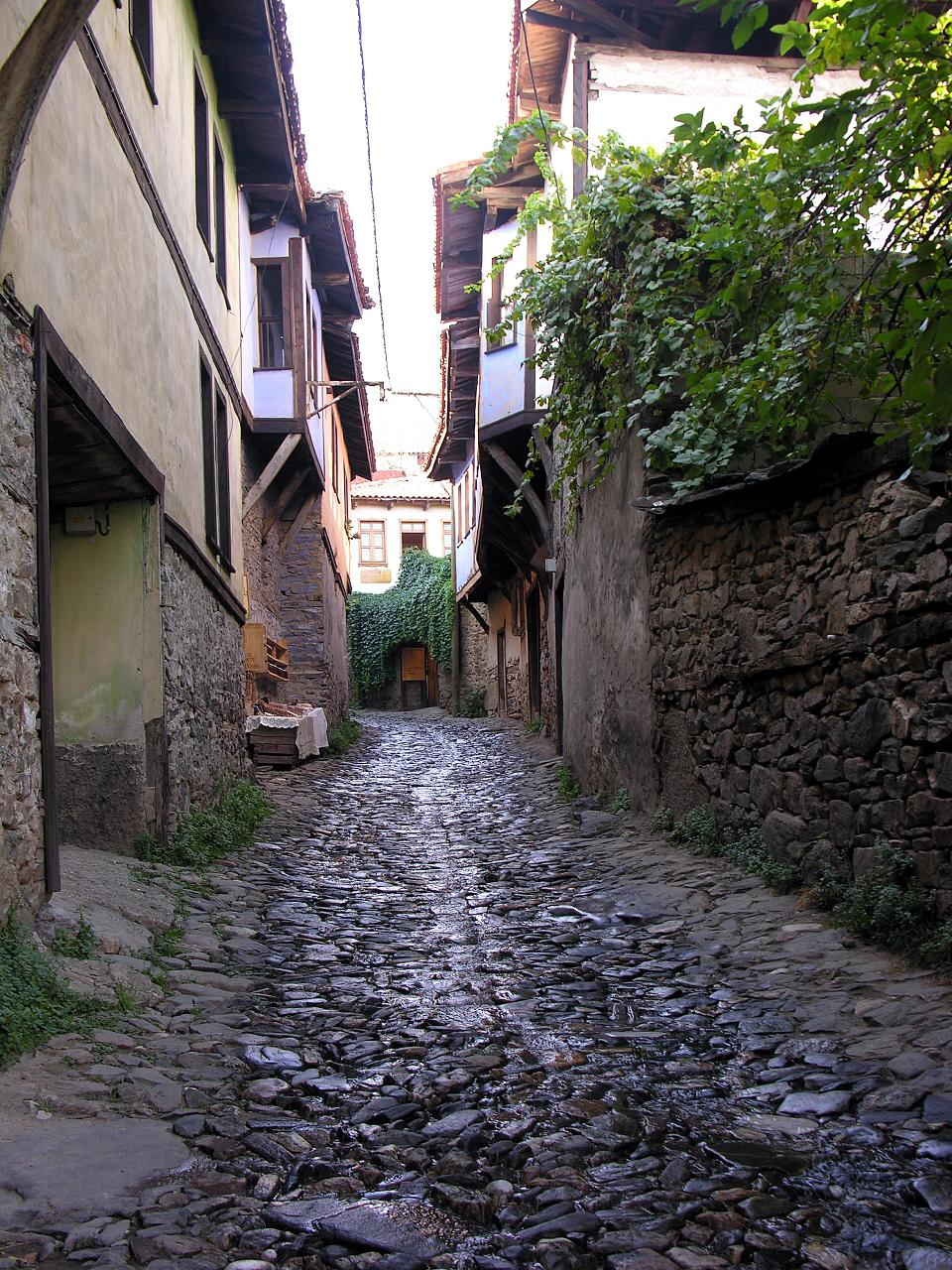
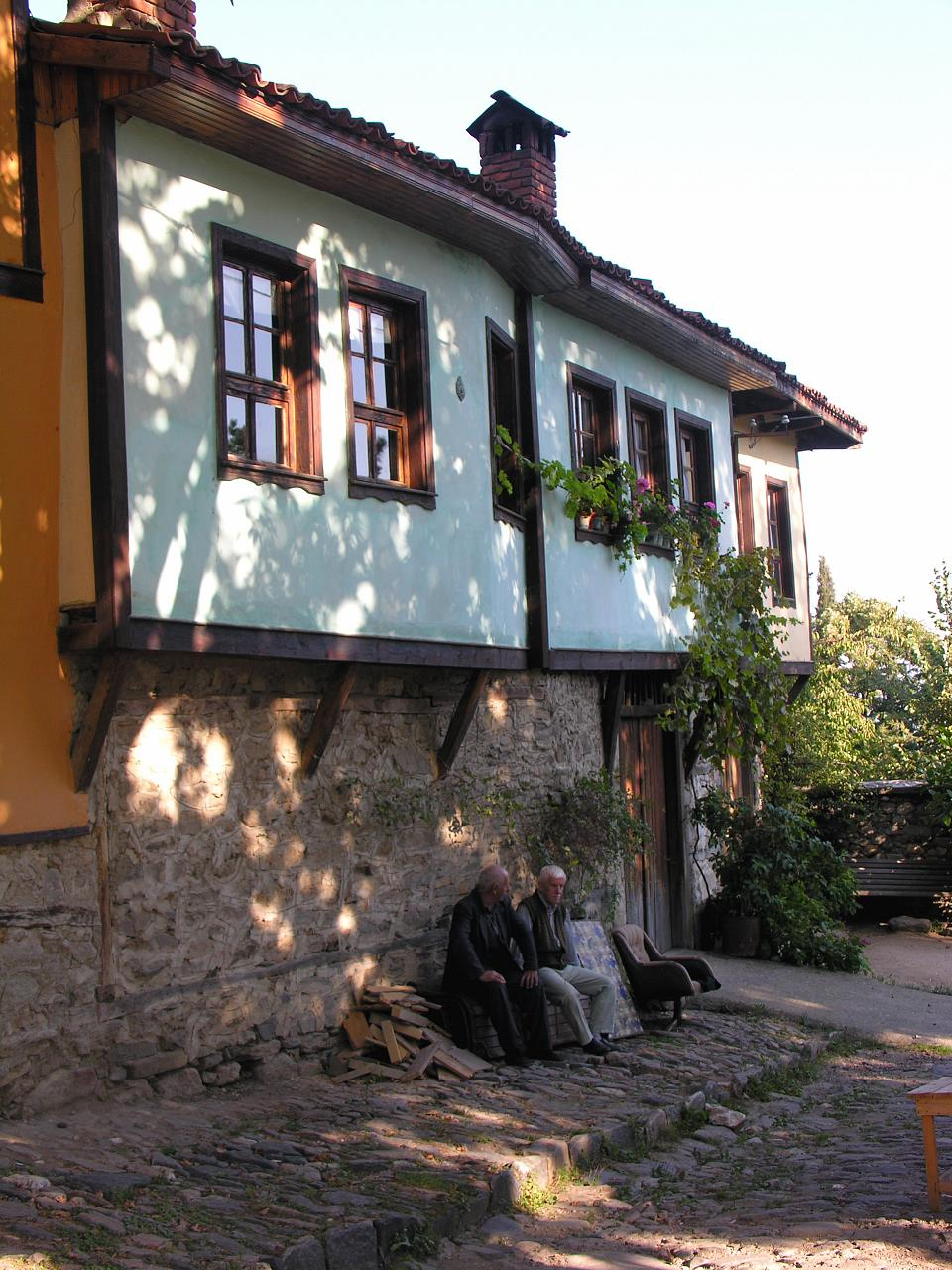
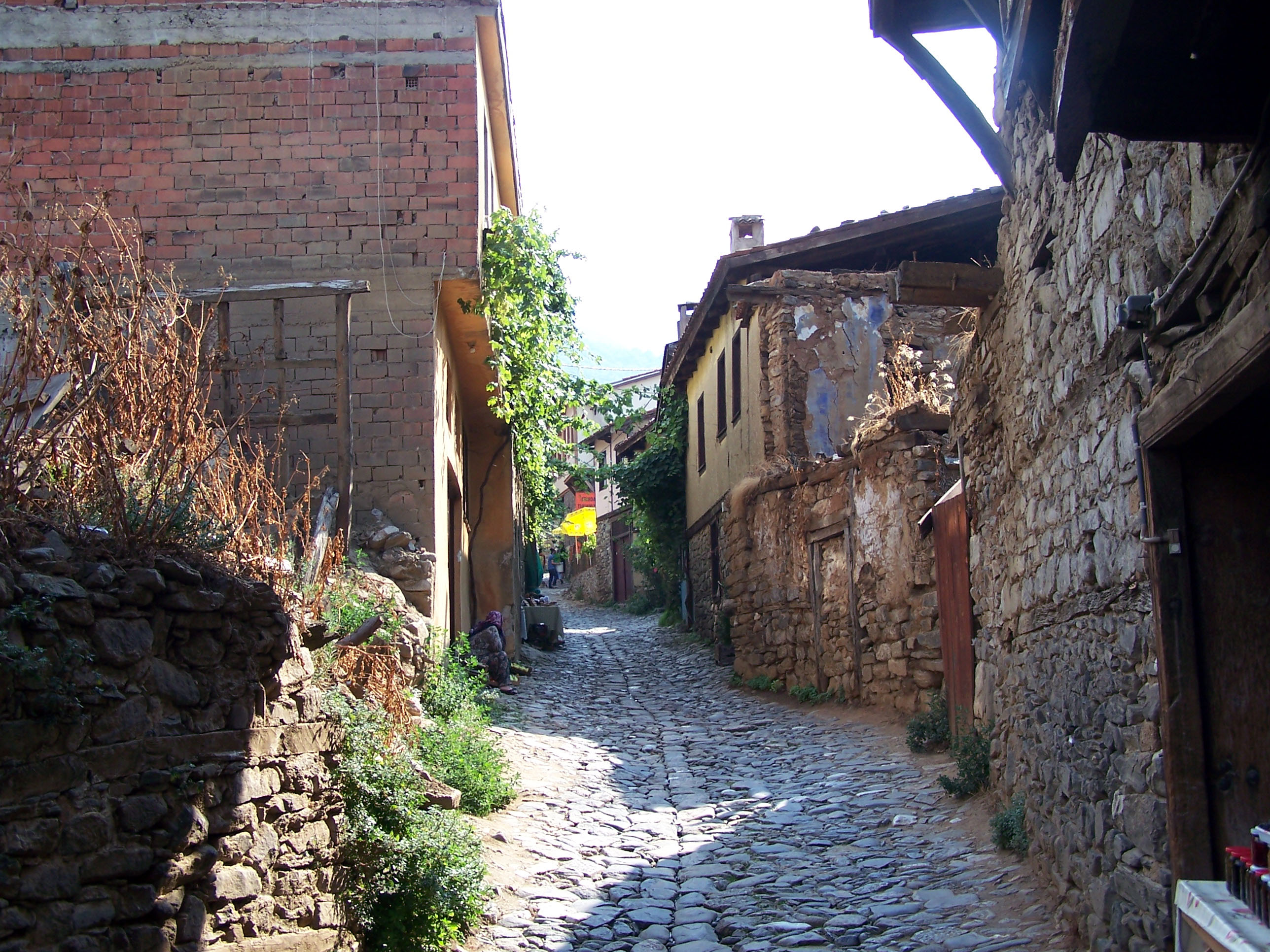
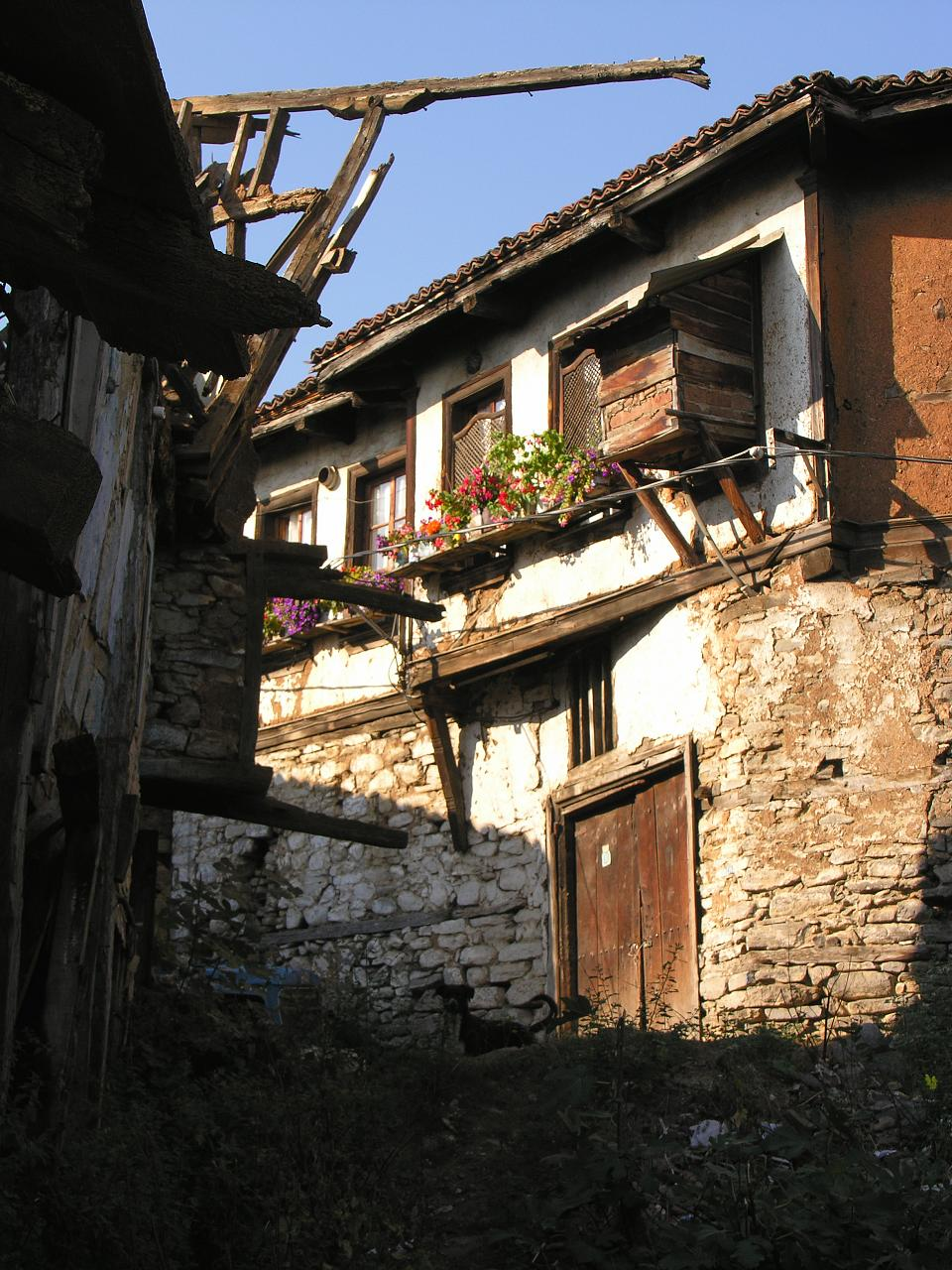
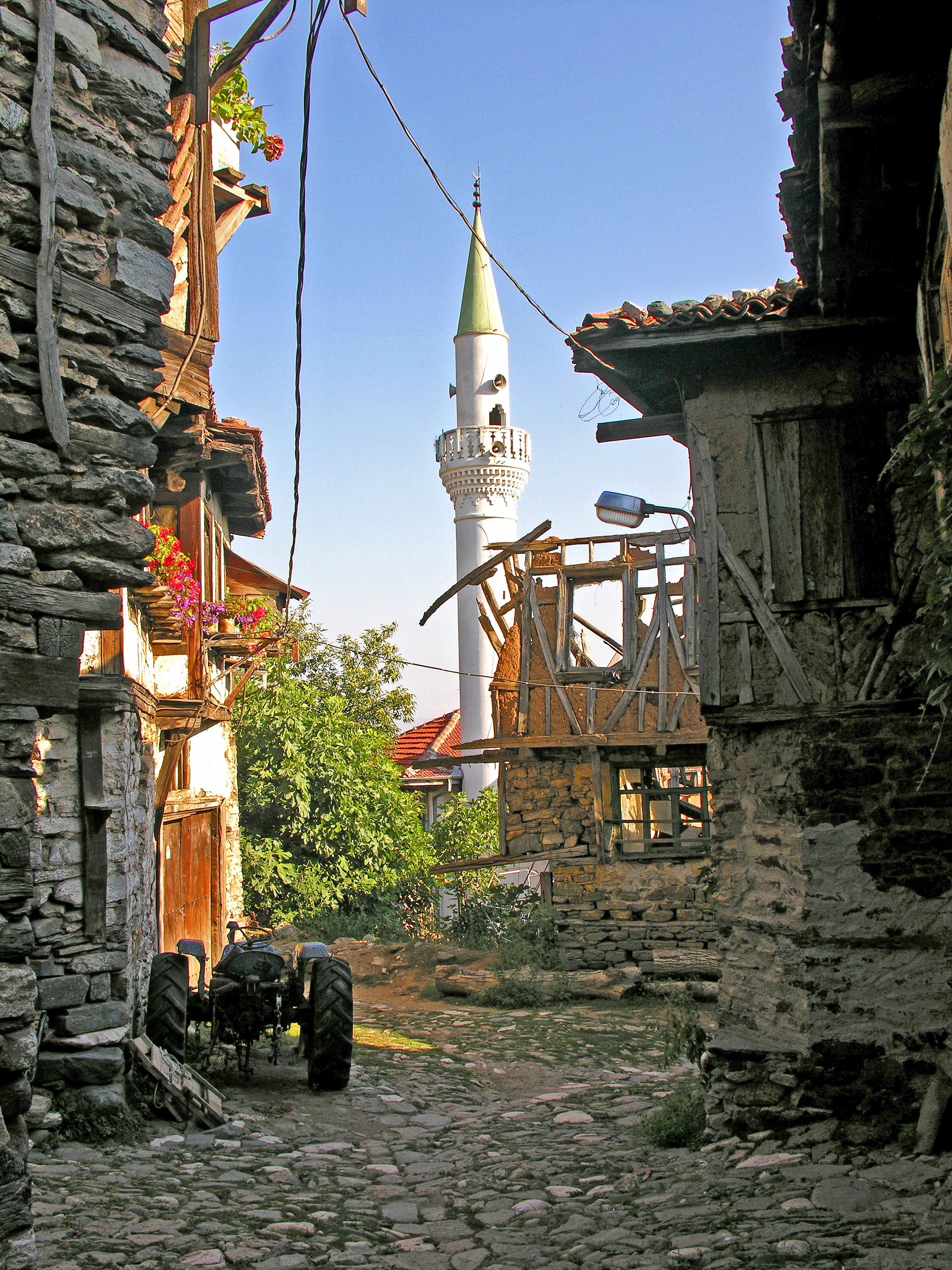
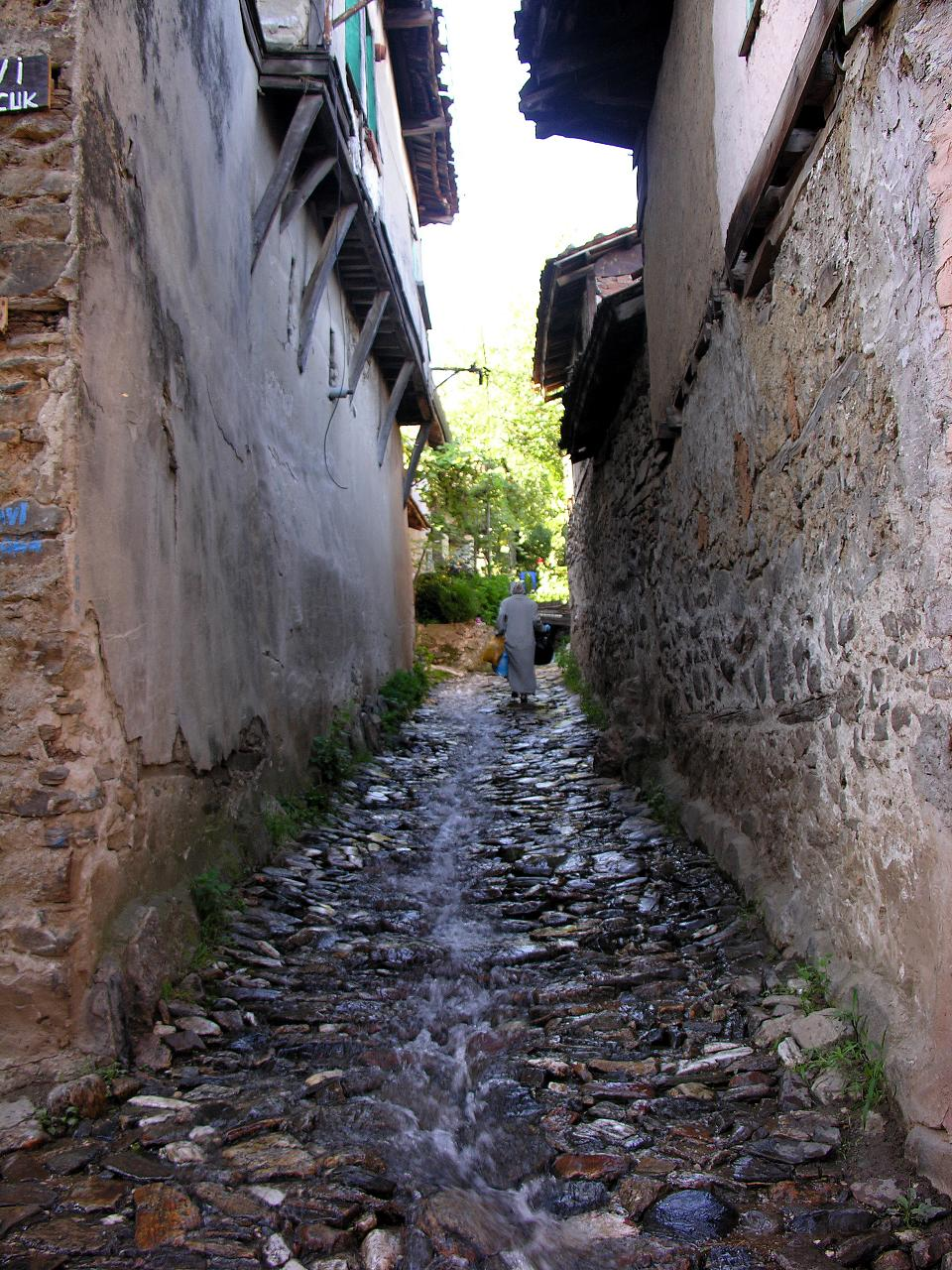
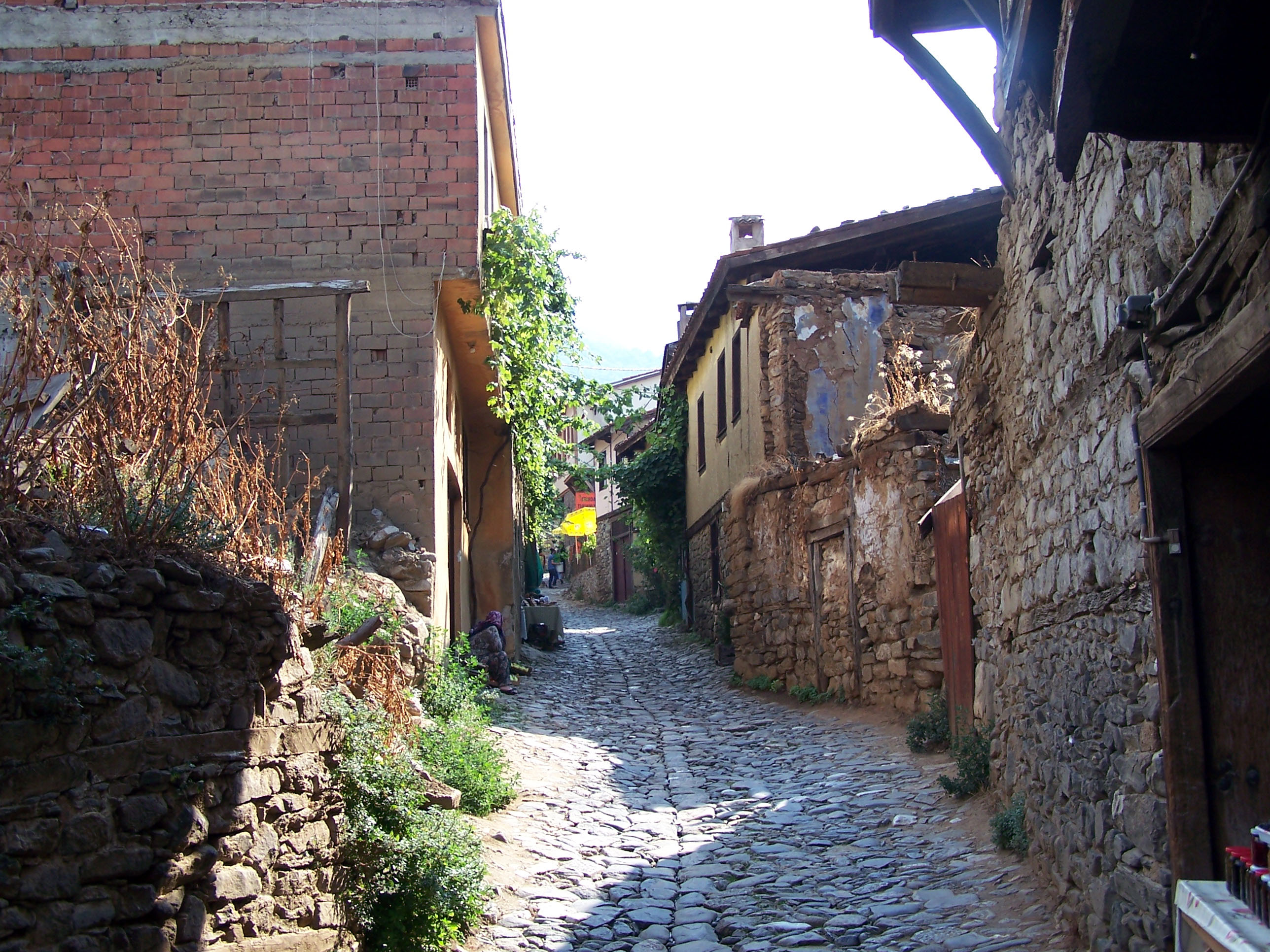
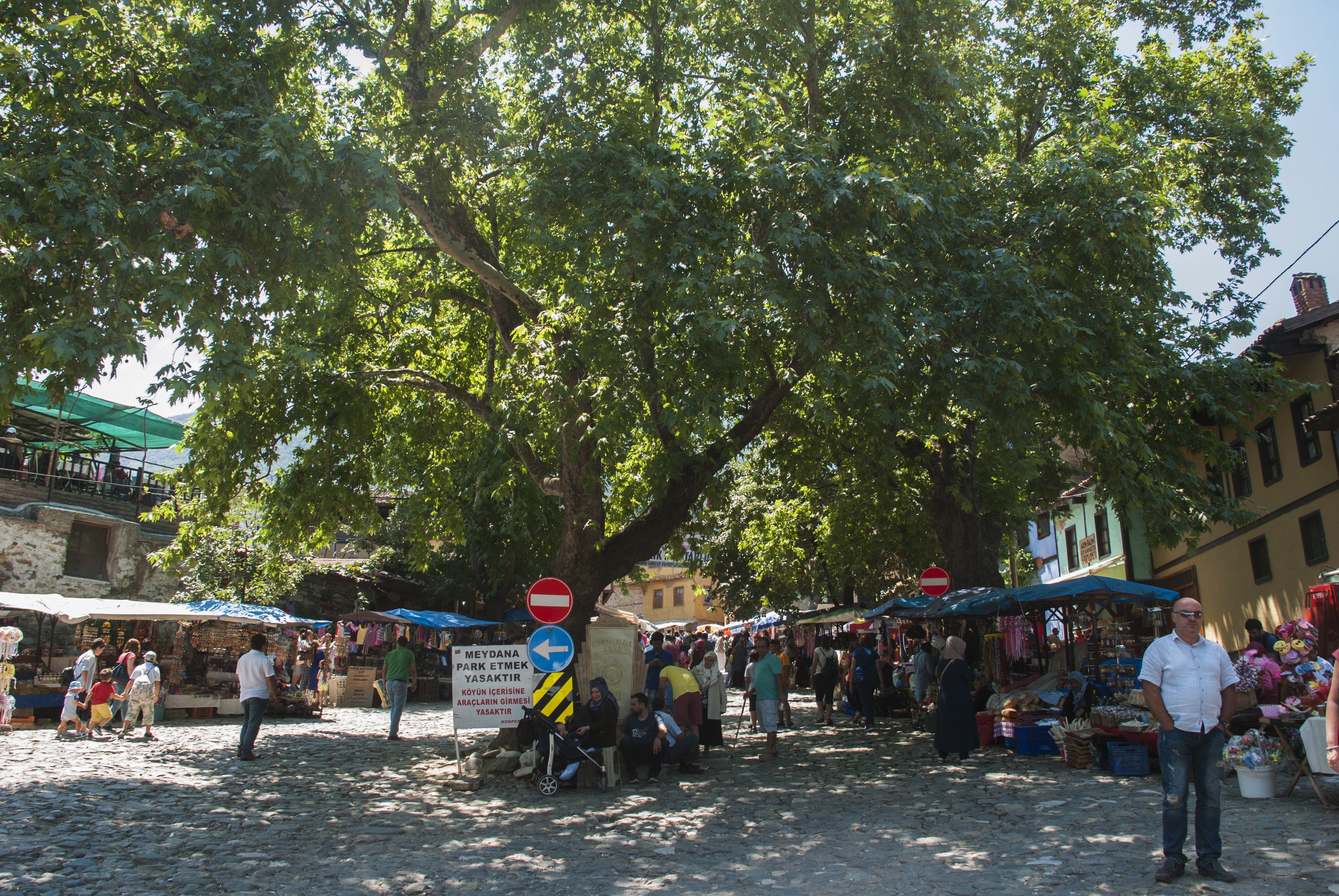
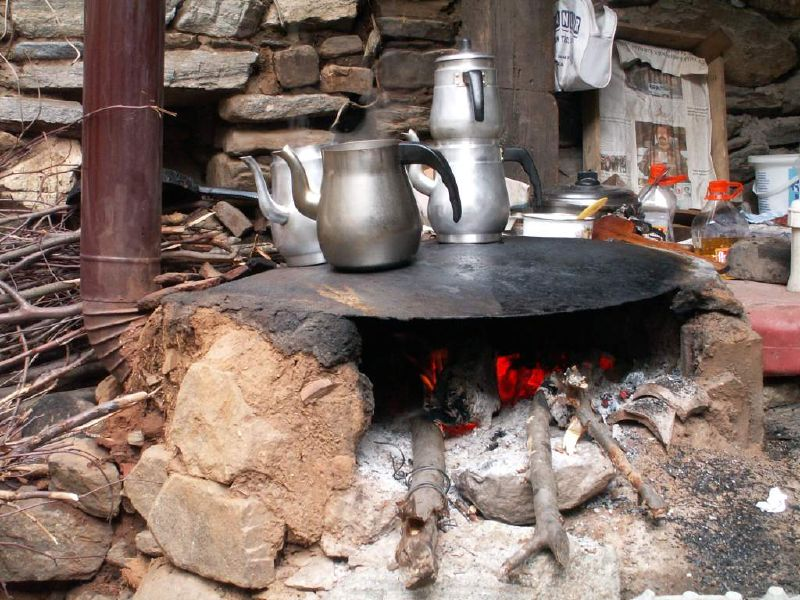
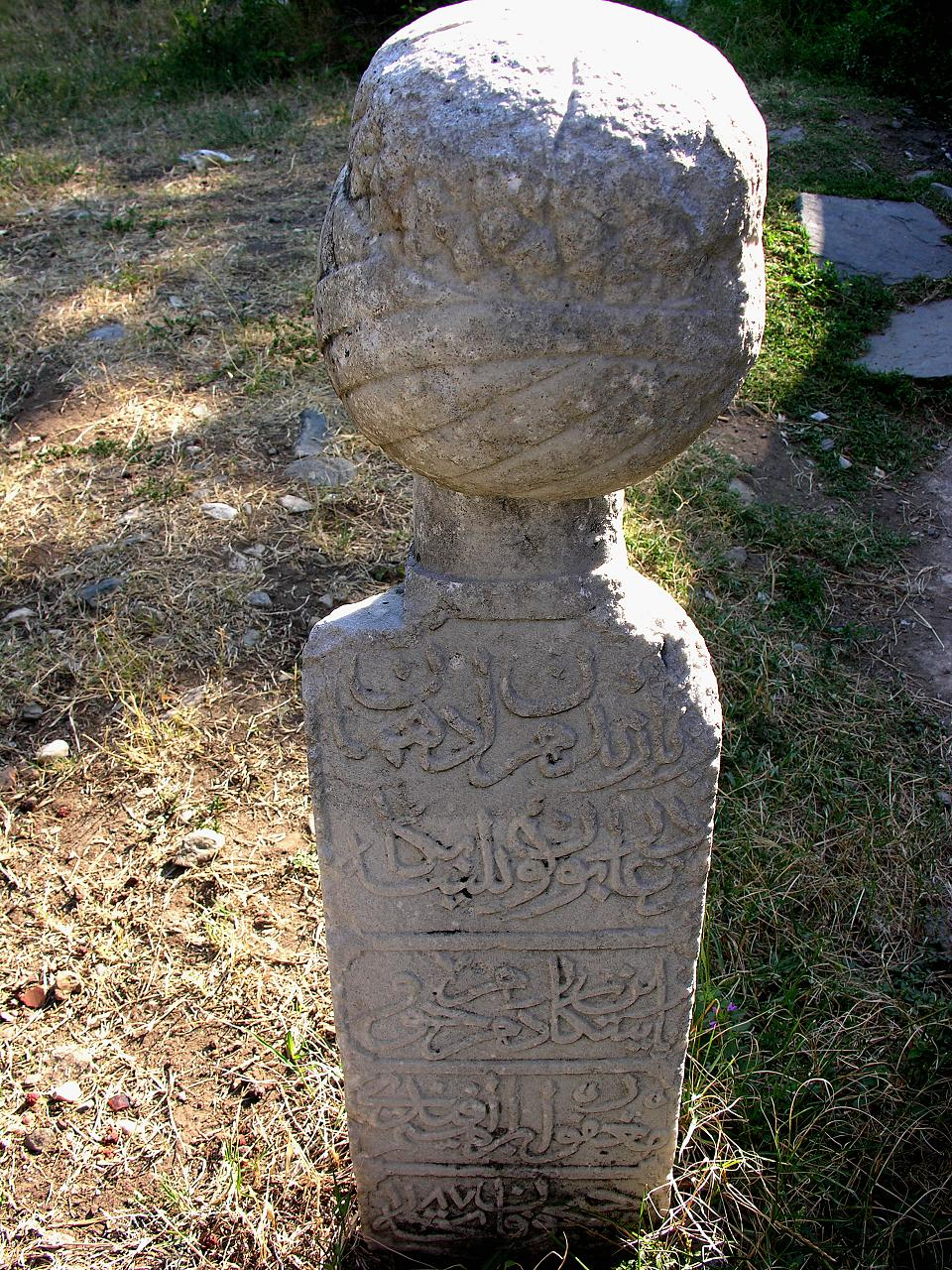

## Nevezetességek
- Mecset
- Régi lakóházak
- Bazár